# Tuyến Byeollae
Tuyến Byeollae (Tiếng Hàn: 별내선, Hanja: 別內線) là tuyến đường sắt diện rộng kết nối Ga Amsa ở Gangdong-gu, Seoul và Ga Byeollae ở Namyangju-si, Gyeonggi-do. Seoul và Gyeonggi-do đang cùng nhau thúc đẩy dự án này như một phần của việc giải quyết tình trạng tắc nghẽn giao thông kinh niên do phát triển khu nhà ở ở phía đông bắc của vùng thủ đô.

## Lịch sử
- 17 tháng 12 năm 2015: Khởi công xây dựng
- 28 tháng 6 năm 2021: Thông xe đoạn Hầm chui sông Hán[2]
- 1 tháng 7 năm 2023: Chạy thử đường sắt toàn diện[3]
- 10 tháng 8 năm 2024: Mở giữa Ga Amsa và Ga Byeollae

## Kế hoạch mở rộng
Vào ngày 29 tháng 12 năm 2020, như một phần trong kế hoạch cải thiện giao thông trên diện rộng cho thị trấn mới lần thứ 3 của Bộ Đất đai, Cơ sở hạ tầng và Giao thông vận tải ga cuối của Tàu điện ngầm Seoul tuyến 8 dự kiến sẽ được kéo dài đến Ga Byeollae Byeolgaram trên Tuyến Jinjeop thuộc Tàu điện ngầm vùng thủ đô Seoul tuyến 4. Chi phí xây dựng được cho là khoảng 90 tỷ won. Nếu nghiên cứu khả thi được thông qua, kế hoạch được hoàn thành. Do những nỗ lực của Thành phố Namyangju, vào tháng 11 năm 2021, nó đã được chuyển sang nghiên cứu khả thi sơ bộ cho các tuyến đường bao gồm Ga Byeolnae Jungang, một ga trung gian.
Ngoài ra, một phần mở rộng từ Uijeongbu-si đến Ga Tapseok hoặc Ga trên Tuyến Gyeongwon đang được theo đuổi, điều này được phản ánh trong tuyến đường xem xét bổ sung của Kế hoạch Thiết lập Mạng lưới Đường sắt Quốc gia lần thứ 4.

## Bản đồ tuyến
|  |

|  |  |  |

|  |

|  |

|  |

|  |  |  |

|  |

|  |  |  |  |  |

|  |

|  |

|  |

|  |

|  |

|  |  |  |

|  |

|  |

|  |

|  |  |  |

|  |

|  |  |  |  |  |

|  |

|  |

|  |

|  |

## Ga
| Số ga                                           | Tên ga                 | Tên ga       | Tên ga       | Chuyển tuyến | Khoảng cách | Tổng khoảng cách | Vị trí      | Vị trí       |
| Số ga                                           | Tiếng Việt             | Hangul       | Hanja        | Chuyển tuyến | Khoảng cách | Tổng khoảng cách | Vị trí      | Vị trí       |
| ----------------------------------------------- | ---------------------- | ------------ | ------------ | ------------ | ----------- | ---------------- | ----------- | ------------ |
| 804                                             | Byeollae               | 별내         | 別內         | (P124)       | 0.0         | 0.0              | Gyeonggi-do | Namyangju-si |
| 805                                             | Dasan                  | 다산         | 茶山         |              | 3.1         | 3.1              | Gyeonggi-do | Namyangju-si |
| 806                                             | Donggureung            | 동구릉       | 東九陵       |              | 1.8         | 4.9              | Gyeonggi-do | Guri-si      |
| 807                                             | Guri                   | 구리         | 九里         | (K123)       | 1.2         | 6.1              | Gyeonggi-do | Guri-si      |
| 808                                             | Công viên hồ Jangja    | 장자호수공원 | 長者湖水公園 |              | 1.8         | 7.9              | Gyeonggi-do | Guri-si      |
| 809                                             | Công viên Lịch sử Amsa | 암사역사공원 | 岩寺歷史公園 |              | 3.5         | 11.4             | Seoul       | Gangdong-gu  |
| 810                                             | Amsa                   | 암사         | 岩寺         |              | 1.1         | 12.5             | Seoul       | Gangdong-gu  |
| ↓ Tàu điện ngầm Seoul tuyến 8 Hướng đi Ga Moran |                        |              |              |              |             |                  |             |              |